# Cosmosoma impudica
Cosmosoma impudica là một loài bướm đêm thuộc phân họ Arctiinae, họ Erebidae.